# 대구매호초등학교
대구매호초등학교(大邱梅湖初等學校)는 대한민국 대구광역시 수성구에 있는 공립 초등학교이다. 교목은 향나무이고 교화는 매화이다. 교가는 <매호어린이>다.

## 학교 연혁
- 1997-02-22 대구매호초등학교 준공
- 1997-03-03 개교, 24학급 편성
- 2010-09-01 제8대 류임찬 교장 부임
- 2013-02-15 제16회 졸업식(314명), 총 졸업생 5,751명
- 2013-03-01 46학급 편성
- 2017년 청결한 학교 우수상 수상
- 2018년 2월 9일 제21회 졸업식(149명)
- 2018년 3-1 제 10대 최종숙 교장 부임, 대구광역시교육청지정 통일교육시범학교 운영, 32학급 편성
- 2019-02-10 제22회 졸업식(154명)
- 2019-3-1 30학급 편성
- 2019-11-29  제 11대 김일 교장 부임
- 2019-12-31 2019학년도 교육활동 유공학교 표창(교육장)
- 2020-2-9 제23회 졸업식(147명)
- 2020-3-1 31학급 편성
- 2020-3-2 온라인 수업 실시
- 2022-6내 평상시 본래수업 실시 예정